# Theo de Raadt
Pour les articles homonymes, voir Theo.
Theo de Raadt (à prononcer « de raat » [də raːt] avec un long a) né le 19 mai 1968 à Pretoria (Afrique du Sud), est un ingénieur en informatique vivant à Calgary, au Canada. Il est le créateur et le chef des projets OpenBSD, OpenSSH, OpenNTPD et OpenBGPD. Il a également participé à la création du projet NetBSD.
Theo de Raadt est connu pour ses positions franches et sans compromis. Les autres membres du core team de NetBSD ont d'ailleurs jugé  que sa rudesse et les mauvais traitements qu'il infligeait aux utilisateurs et autres membres du projet étaient incompatibles avec le rôle de membre officiel qu'il occupait alors.
C'est à la suite de son exclusion du conseil d'administration de NetBSD qu'il a fondé le projet OpenBSD en 1994.

## Opposition à la guerre en Irak
Après que Theo de Raadt eut affirmé, dans une interview donnée au Globe and Mail de Toronto, qu'il désapprouvait l'occupation de l'Irak par les États-Unis, la subvention de plusieurs millions de dollars que le département américain de la Défense accordait à l'université de Pennsylvanie pour le (projet POSSE (en)) a été annulée, provoquant l'arrêt du projet. Cette subvention était utilisée pour financer le développement d'OpenBSD et OpenSSH, ainsi que de nombreux autres projets, et était prévue pour le financement du hackathon prévu le 8 mai 2003. Bien que l'argent avait déjà été versé pour réserver la logistique nécessaire à la semaine des 60 développeurs présents à l'événement, le gouvernement a réclamé le remboursement des sommes, tandis que les hôtels ont été informés qu'ils ne devaient pas accepter les paiements des développeurs pour re-réserver les chambres.
Cette affaire a levé de nombreuses critiques, en particulier sur l'attitude de l'armée américaine, contraire à la liberté d'expression. La coupure de la subvention ne fut toutefois pas le coup de grâce que certains annonçaient. Les partisans du projet se sont mobilisés pour apporter leur aide et le hackaton se déroula à peu près comme prévu. Le financement ne s'est arrêté que quelques mois avant la fin de la subvention, ce qui a nourri les spéculations sur la situation entourant la fin effective de la subvention.

## Plaidoyer pour des pilotes libres
Theo de Raadt est aussi connu pour son action pour les pilotes libres. Il a longtemps été très critique envers les développeurs de Linux et des autres systèmes libres pour leur tolérance vis-à-vis des pilotes non libres et de la signature d'accords de non divulgation.
En particulier, Theo de Raadt a beaucoup fait pour convaincre les vendeurs de matériel IEEE 802.11 que les firmwares de leurs produits doivent être librement distribuables. Ses efforts ont bien souvent été couronnés de succès, notamment avec les compagnies taïwanaises, ce qui a permis de créer de nombreux pilotes. Aujourd'hui, Theo encourage les utilisateurs de matériel sans fil à « acheter taïwanais », en raison des réticences des industriels américains comme Intel à fournir leurs firmwares libres de toute restriction due à des licences.
Pour cette action, Theo de Raadt a été récompensé par la FSF en 2004, par le prix pour le développement du logiciel libre,.